# First Second Books
First Second Books est un éditeur américain de bande dessinée dont le siège est situé à Manhattan dans le Flatiron Building.
Marque de Roaring Brook Press (lui-même filiale du Georg von Holtzbrinck Publishing Group) fondée en 2006, First Second a pour ambition de proposer à ses lecteurs de bande dessinée des ouvrages de haute qualité dans des genres aussi variés que la fiction, la biographie, le journal intime, l'histoire, l'essai graphique ou le reportage dessiné.
Les auteurs publiés par First Second sont issus du monde entier ; ils peuvent être des auteurs déjà confirmés ou de jeunes talents prometteurs.
First Second est dirigé par Mark Siegel (en).

## Publications de First Second
Graphic Novels:
Printemps 2006
- A.L.I.E.E.E.N., par Lewis Trondheim
- Deogratias: A Tale of Rwanda, par Jean P. Stassen
- The Fate of the Artist, par Eddie Campbell
- The Lost Colony v. 1: The Snodgrass Conspiracy, par Grady Klein
- Sardine in Outer Space, par Emmanuel Guibert et Joann Sfar
- Vampire Loves, par Joann Sfar

Fin 2006
- American Born Chinese, par Gene Luen Yang
- Journey Into Mohawk Country, par George O'Connor
- Kampung Boy, par Lat
- Klezmer, par Joann Sfar
- Missouri Boy, par Leland Myrick
- Sardine in Outer Space 2, par Emmanuel Guibert et Joann Sfar

Printemps 2007
- Black Diamond Detective Agency, par Eddie Campbell
- Garage Band, par Gipi
- The Lost Colony v. 2: The Red Menace, par Grady Klein
- The Professor's Daughter, par Emmanuel Guibert et Joann Sfar
- Sardine in Outer Space 3, par Emmanuel Guibert et Joann Sfar
- Tiny Tyrant, par Lewis Trondheim et Fabrice Parme